# Estanislao Pirovano
Estanislao Pirovano (1890-1963) fue un arquitecto argentino que formó parte de una generación de profesionales que vivió la transición de la arquitectura académica a la moderna en su país. Ha producido obras destacadas y muy variadas, desde fachadas del barroco español a conjuntos de vivienda racionalistas.
Nació en Buenos Aires en septiembre de 1890. Se trasladó a Europa y concurrió durante dos años a la Escuela de arte de Glasgow, en Escocia. Continuó luego sus estudios en la Escuela Especial de Arquitectura de París, graduándose en 1914.
Pirovano regresó a América e introdujo en Buenos Aires el llamado "gothic revival" (neogótico) con los estilos Tudor, Elizabethian, Jacobean y Georgian; todos pertenecientes al renacimiento inglés.

## Contexto histórico
El fin del siglo XIX y en especial la primera década del siglo XX fueron tiempos de notable prosperidad generada por la movilidad social. La consolidación de la burguesía argentina, no solo como clase dirigente, sino como clase pudiente, creó demandas de productos y servicios en volúmenes crecientes.
Esta revolución social trajo consigo nuevos estilos de vida: la afición por los viajes, el turismo, el veraneo en el mar o la sierra, la práctica de deportes, el "week-end" y la vida suburbana que alcanzaron una inusitada dimensión en los comienzos del siglo XX.
Los temas de la residencia urbana, la casa de fin de semana, el club deportivo y la casa de veraneo, pusieron al eclecticismo arquitectónico frente a un desafío. Durante esta etapa del eclecticismo, llamada pintoresquismo, un grupo de profesionales, entre ellos Estanislao Pirovano, se encargaron de dotar al país de una variedad de chalets suizos, normandos, residencias en los estilos ingleses Tudor, Elizabethiano, Jacobeano, o Georgiano y de la región lacustre del Norte de Italia.
Desde el punto de vista social, el chalet significaba la necesidad de viviendas más pequeñas y económicas que los grandes palacios y petits hotels urbanos, tanto como una forma de vida más libre, ligada al ocio.
Generalmente se componían de sala, vestíbulo y comedor en planta baja y un número variable de dormitorios (dos o tres) en planta alta. En entrepisos se resolvían las habitaciones de servicio y las cocinas. Esta organización se complejizaba en el caso de las residencias marplatenses -a veces llamadas chaltes, a veces villas- ya que, si bien las primeras responden en líneas generales a ésta descripción, rápidamente las viviendas se fueron ampliando y complejizando (chalet de Juan C. Rodríguez y Chalet de Juana Casilda Altgelt). Junto a la planta compacta coexistían plantas alargadas y de conformación bastante libre para el momento, que referían a modelos ingleses.
Pirovano también adoptó la corriente neocolonial, realizando dentro de este estilo distintos edificios "arequipeños", donde armonizó el barroco español con elementos decorativos originarios de América, cuyo mejor ejemplo es el edificio que ocupó el Diario "La Nación" situado en la calle Florida 337. Se destaca el uso de herrería decorativa en balcones y profusión de elementos escultóricos concentrados sobre las aberturas de acceso y de la puerta-ventana del primer piso.

## Galería de obras
Hay muchas más obras del arquitecto Estanislao Pirovano; éstas son solo algunas de ellas:

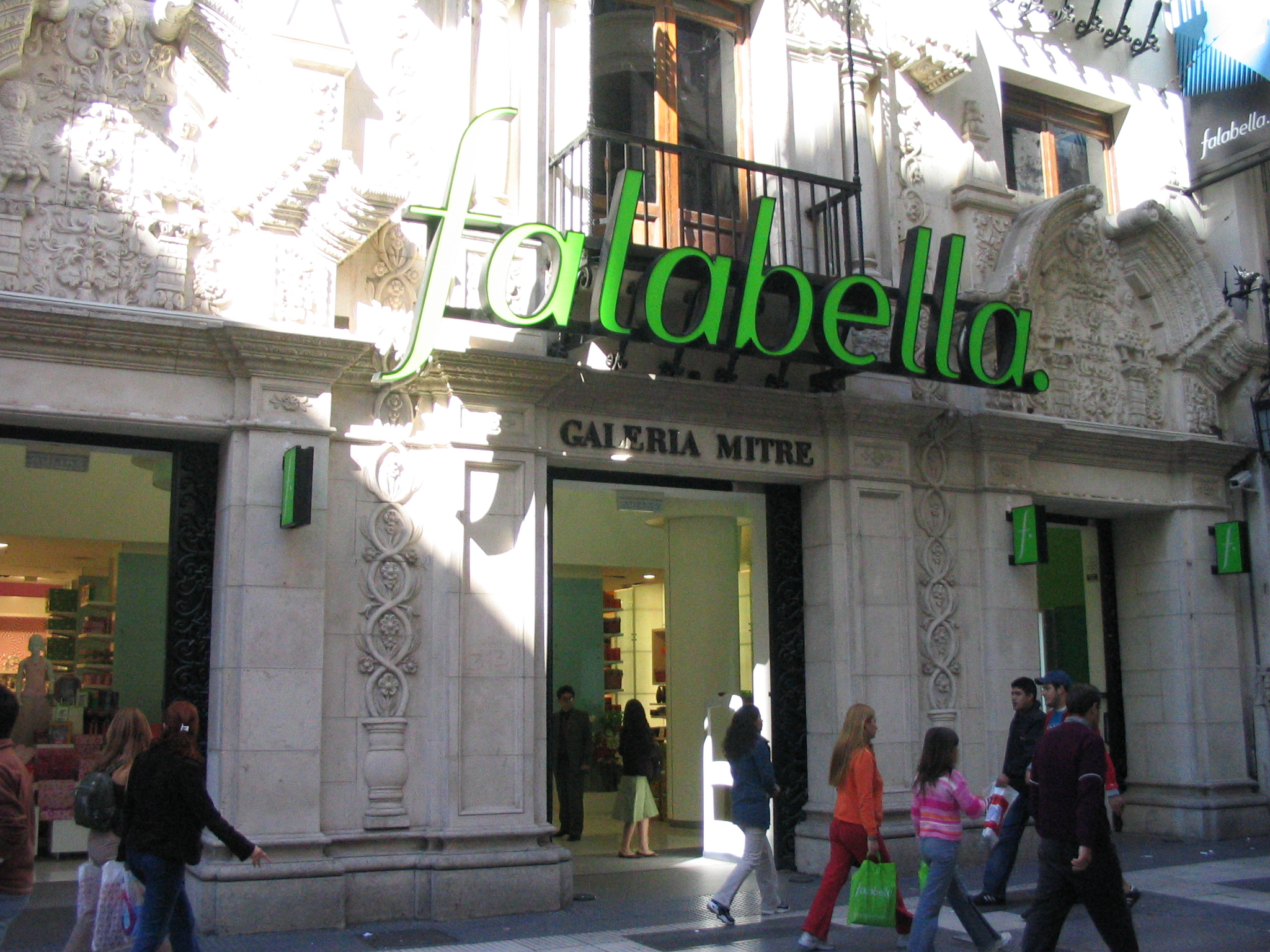
Ex Diario La Nación
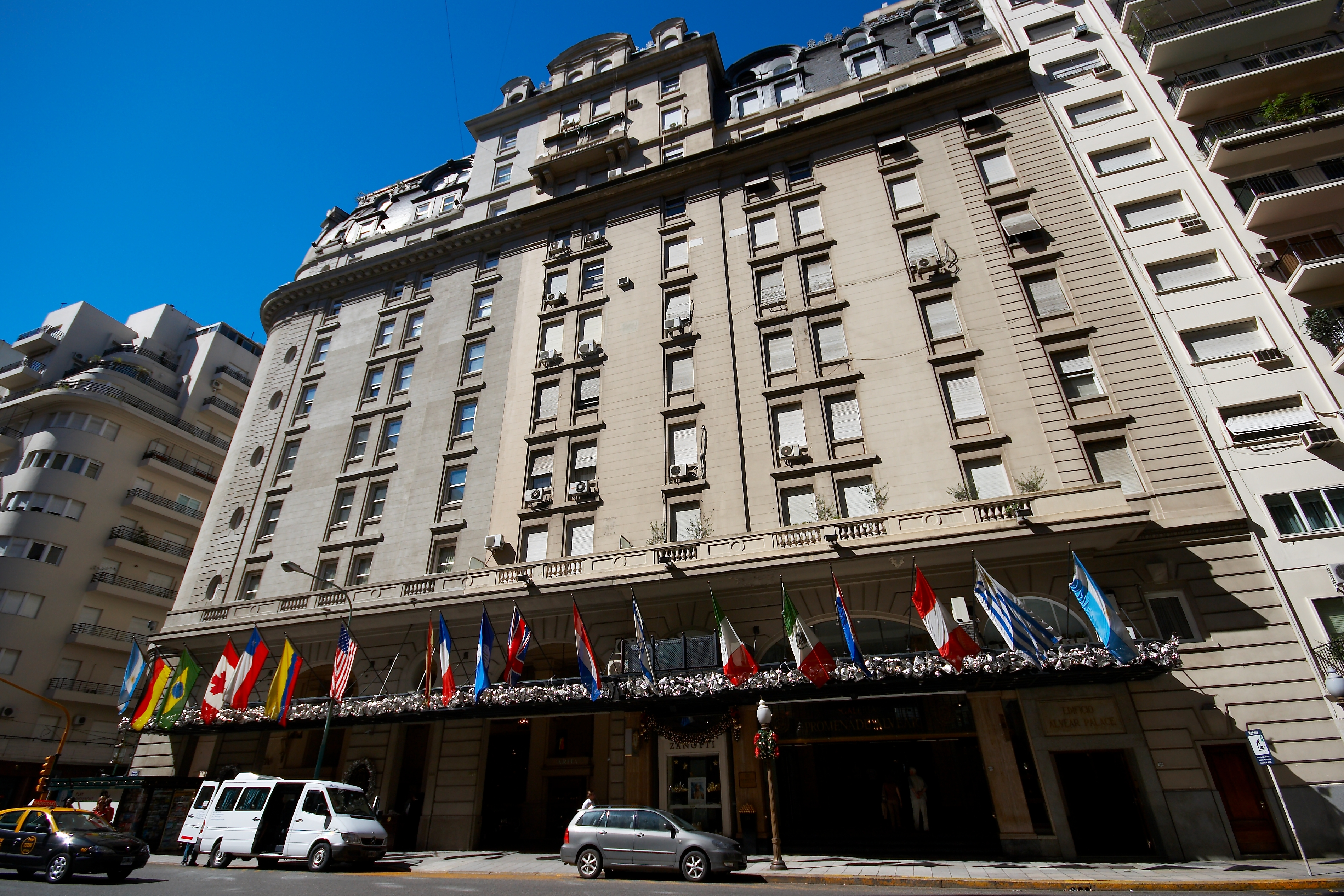
Alvear Palace Hotel (asoc. Brodsky)
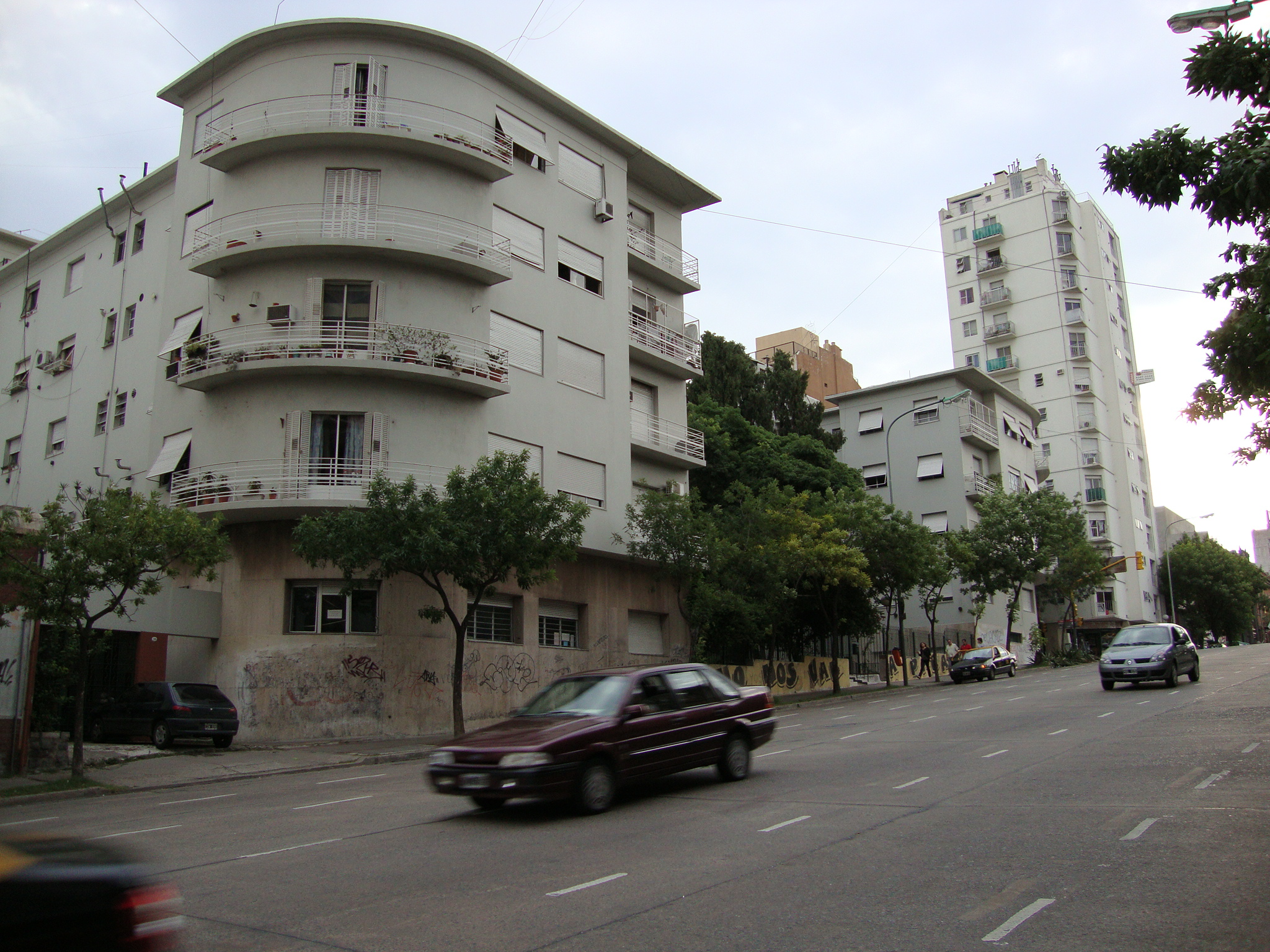
Casa Colectiva América
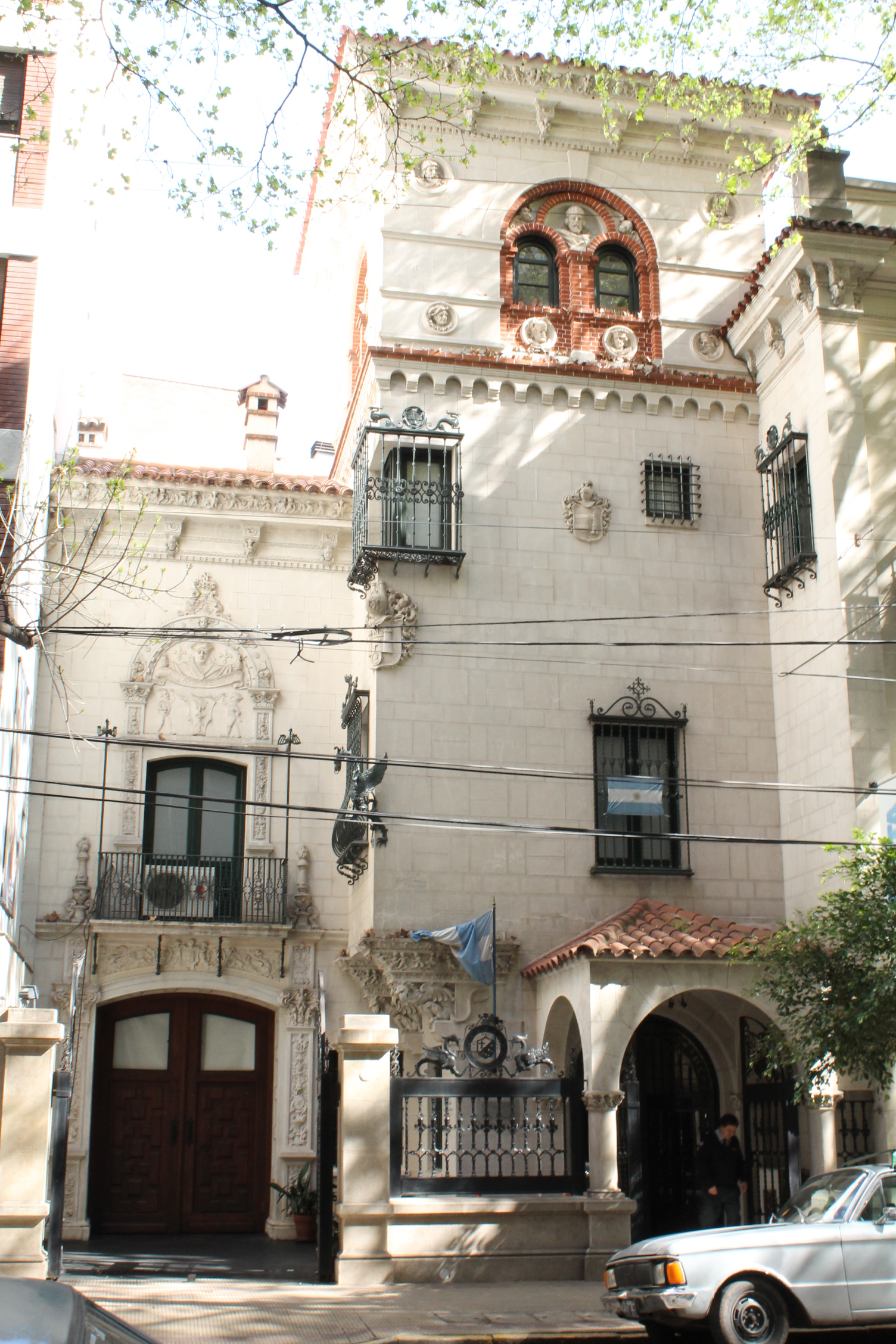
Museo Evita
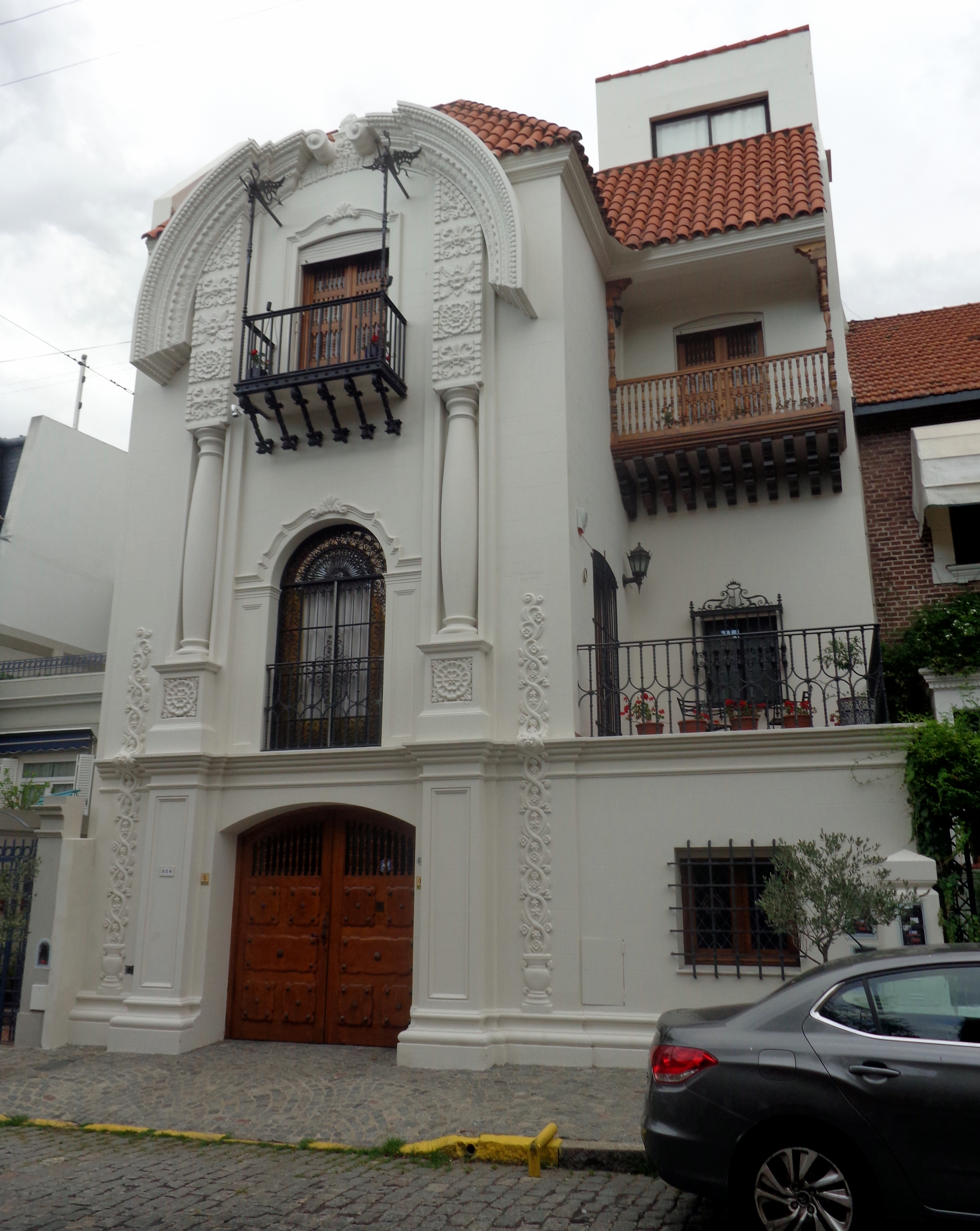
Casa en Malasia 854
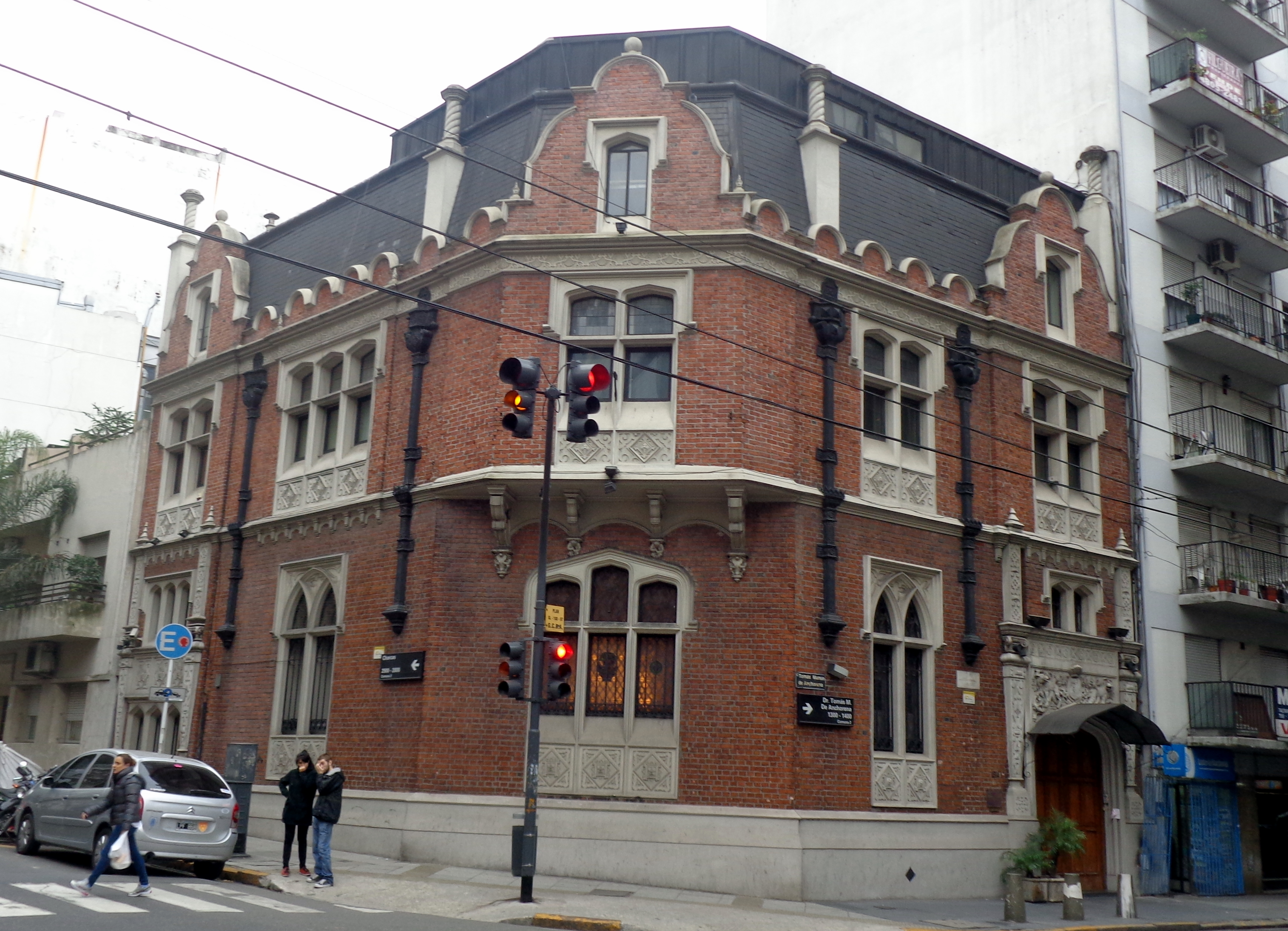
Casa en Anchorena 1314 (hoy sede de la NYU Buenos Aires)